# نووی یاخیموو
نووی یاخیموو (به چکی: Nový Jáchymov) یک منطقهٔ مسکونی در جمهوری چک است که در ناحیه بروون واقع شده‌است.